# Auger-Saint-Vincent
Auger-Saint-Vincent település Franciaországban, Oise megyében. Lakosainak száma 521 fő (2022. január 1.). Auger-Saint-Vincent Duvy, Fresnoy-le-Luat, Ormoy-Villers, Rosières, Trumilly és Versigny községekkel határos.

## Népesség
A település népességének változása:
| Lakosok száma | 492  | 496  | 520  | 518  | 529  | 537  | 532  | 526  | 521  |
|               | 2013 | 2015 | 2016 | 2017 | 2018 | 2019 | 2020 | 2021 | 2022 |